# Вязенка (Путивльский район)
Вязёнка (укр. В'язенка) — село, Вязёнский сельский совет, Путивльский район, Сумская область, Украина.
Код КОАТУУ — 5923882301. Население по переписи 2001 года составляло 409 человек.
Является административным центром Вязенского сельского совета, в который, кроме того, входят сёла Вегеровка, Вятка, Котовка, Окоп, Роща и Ховзовка.

## Географическое положение
Село Вязенка находится на правом берегу реки Клевень. Выше по течению на расстоянии в 2 км расположено село Роща, ниже по течению на расстоянии в 2 км расположено село Стрельники, на противоположном берегу — село Котовка. Рядом проходит автомобильная дорога Т-1908.

## История
- Село Вязёнка основано в первой половине XVII века[4].

## Экономика
- «Пролисок», ЧП;
- «Клевень», ЧП.

## Объекты социальной сферы
- Школа I—II ст.